# Yokaichiba

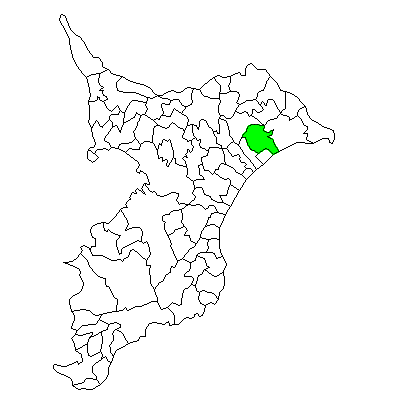

Yokaichiba (八日市場市 Yokaichiba-shi?), a fost un municipiu din Japonia, prefectura Chiba. La 23 ianuarie 2006, în rezultatul comasării cu orașul Nosaka din districtul Sōsa, a fost creat municipiul Sōsa.